# Z miłości do psa
Z miłości do psa (For the Love of a Dog) - amerykański film obyczajowy w reżyserii Sheree Le Mon z 2008 roku.

## Opis fabuły
Rodzina Harringtonów dowiaduje się, że ich ukochany pies rasy golden retriever, Semper Fi, jest poważnie chory. Psiak jak najszybciej musi przejść kosztowną operację, w przeciwnym razie umrze. Niestety rodziców nie stać na jej sfinansowanie. Dzieci postanawiają same zebrać fundusze potrzebne na ratowanie ukochanego czworonoga. Udaje im się namówić do udziału w przedsięwzięciu zgorzkniałego sąsiada, George'a O'Donnella (Sherman Hemsley)

## Obsada
- Sherman Hemsley jako George O'Donnell
- Phil Vassar jako Dr. Tennison
- Tina Witherby jako Virginia O'Donnell
- Bridgette Potts jako Grace Harrington
- Jules Mayes jako Allison Harrington
- John Lowell jako William Harrington
- Gary Donald jako Jim Harrington
- Rhonda Leigh jako Carol Harrington
- Willa Fitzgerald jako Vivian
- Lake Summar jako Jessica
- Maggie Edwards jako Bitty
- Peter Stringer-Hye jako Sam